# Глибоководний монстр Райга
«Глибоководний монстр Райга» (яп. 深海獣雷牙, шинкайдзю райґа) — японський фантастичний кайдзю-фільм 2009 року режисера Шінпея Хаяшії, сиквел фільму «Глибоководний монстр Рейго проти лінкора Ямато». Це другий фільм про Райгу. На відміну від попереднього фільму, у цьому фільмі Райга є прямоходячою двоногою істотою, та більше нагадує Ґодзіллу.
В США фільм вийшов під назвою «Райга: Бог монстрів». У 2019 році вийшов сиквел цього фільму під назвою «Райга проти Оуги».

## Сюжет
На початку фільму Райга бореться з гігантською рибою-кісткою, і перемагає. На рибаків в морі нападають-риби кістки. Пізніше вуличний торговець без ліцензії Едо Хадзіме прогулюється зі своїми трьома доньками по місту. Він розповідає їм про їхню покійну матір і каже, що він завжди її пам'ятає, але вони йому не вірять. Вечером він разом зі своїми трьома друзями збираються та обговорюють, хто в цьому році буде казначеєм на фестивалі. Казначеєм вибирають Хадзіме. Пізніше п'яні Хадзіме та друзі повертаються додому, але раптом помічають, як блискавка вдаряє в магазин, після чого втікають. Професор вивчає риба-кістку, яку він знайшов, але вона нападає на нього. 
Пізніше доньки Хадзіме помічають його з іншою жінкою, і сварять його. Тим часом Райга вилазить з-під води, а політики обговорюють вибух на човні поблизу берега. Їм повідомляють, що в річці біля міста з'явився монстр, і вони вирішують негайно його атакувати. Райга атакує місто, а військові літаки атакують його. В ході тривалої битви військовим вдається поранити Райгу, який відступає в море.
Пройшло два місяці. Хадзіме продає футболки з зображенням Райги і заробляє багато грошей. Одна із дочок Хадзіме, Мацурі, каже йому, що хоче працювати в шоу-бізнесі. На березі риби-кістки атакують людей. Одному коміку розповідають про цю атаку, і він згадує, що його батько служив на лінкорі Ямато, і їх атакували ці риби-кістки і дракон Рейго. Тим часом на місто нападає Райга. Військові починають відбиватися від нього. Під час цього Хадзіме відправляє дочок в готель, а сам вирушає до своєї коханки. Однак він вирішує повернутися до дочок. З'являється другий Райга і починає битися з першим. Він вбиває першого Райгу і мітить свою територію. 
В кінці фільму Хадзіме вирішує проводити більше часу з доньками. Він каже, що монстри хотіли сказати людям, що Земля в поганому стані і її потрібно берегти. 

## Кайдзю
- Перший Райга
- Другий Райга
- Гігантська риба-кістка
- Риба-кістки
- Рейго (використаний матеріал)
- Ґодзілла (згаданий)
- Ультрамен (згаданий)

## В ролях
- Юкідзіро Хотару
- Мію Оріяма
- Мао Урата
- Манамі Еносава
- Мізуно Йошіда — Райга